# Reazione pagana in Polonia

La Polonia attorno al 1030. L'area tratteggiata segna la probabile estensione dell'insurrezione pagana

La reazione pagana in Polonia fu una serie di eventi avvenuti nel regno di Polonia nel corso degli anni Trenta dell'XI secolo che culminò con una rivolta popolare. A causa del trascinamento di tali insoddisfazioni da parte dei ceti più umili della società, la Polonia sperimentò un periodo di destabilizzazione interna.

## Contesto storico
L'insoddisfazione per il processo di cristianizzazione, iniziato dopo il battesimo della Polonia nel 966, si rivelò uno dei fattori che portarono all'insurrezione. La Chiesa cattolica locale subì notevoli perdite in disparate occasioni, in virtù della distruzione di molti edifici religiosi e monasteri e della contemporanea uccisione di molti sacerdoti. La diffusione del nuovo credo venne facilmente associata all'ampliamento delle terre assoggettate dalla Polonia e al conseguente aumento del potere centrale del re. Oltre ai sentimenti anticristiani, la ribellione mostrò gli elementi di una rivolta contadina contro i proprietari terrieri e il feudalesimo, che nel frattempo si stava lentamente radicando. La lotta finì per coinvolgere al suo interno anche i malumori avvertiti da una parte della nobiltà locale nei confronti dell'autorità suprema. Anita Prazmowska osserva che «gli storici hanno dedotto che si fosse di fronte a due rivoluzioni sovrapposte verificatesi simultaneamente: una politica e una pagana».

## La ribellione

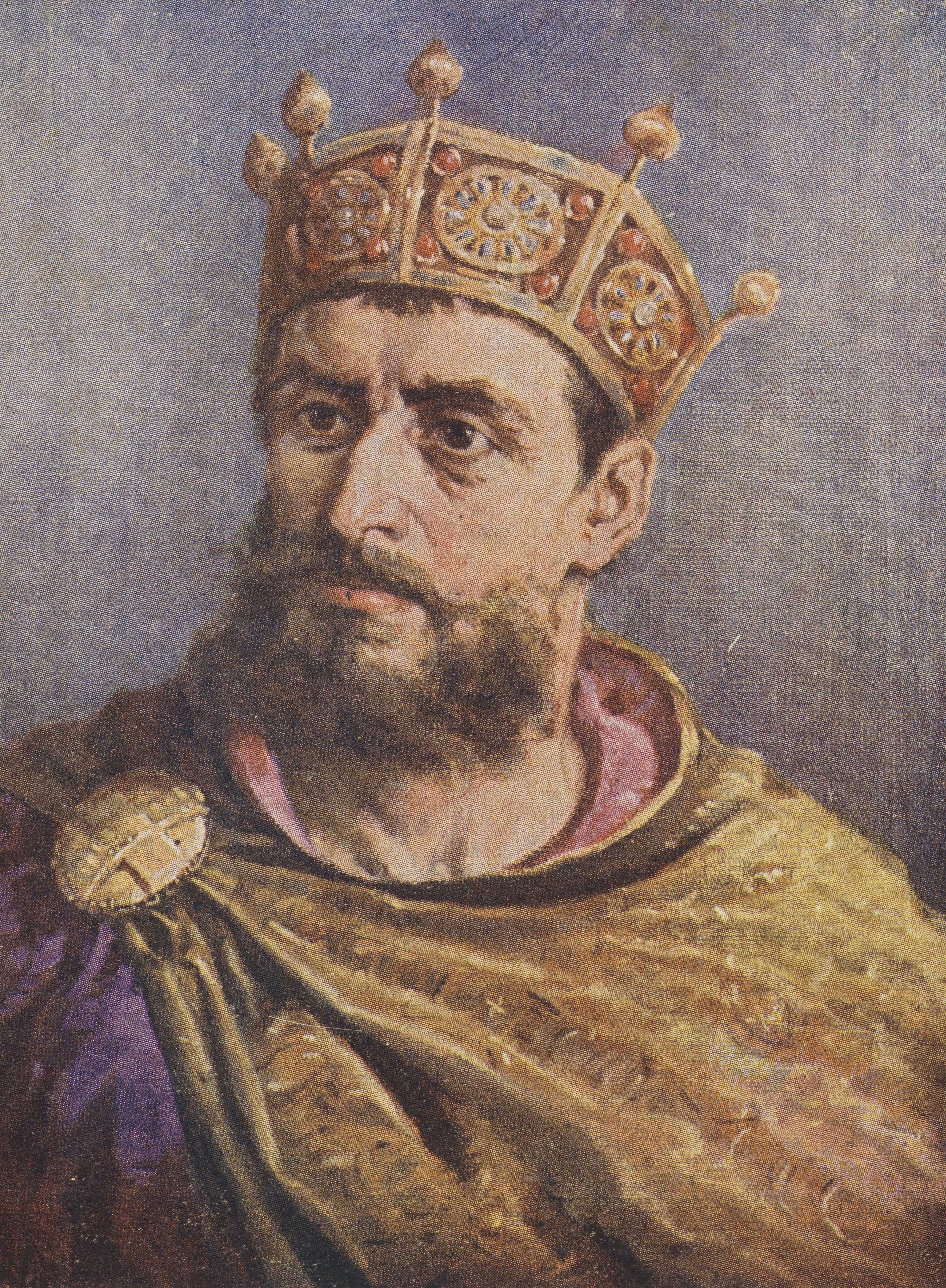
Miecislao II, opera di Jan Matejko

Mentre Frucht afferma che la rivolta comportò il rovesciamento del re Miecislao II della dinastia Piast, altri storici sostengono che ebbe inizio dopo la sua morte nel 1034. Gerard Labuda, il quale fornisce un'esauriente panoramica della storiografia polacca del periodo, sostenne che il 1032 coincise con l'origine dell'insurrezione pagana,  sottolineando altresì comunque l'opinione di quegli studiosi che indicano come anno di riferimento il 1034, il 1037, il 1038 o il 1039.
Qualunque fosse il periodo di riferimento, la Polonia all'inizio degli anni '30 dell'XI secolo risultò lacerata da una serie di conflitti e, nel 1031, Miecislao II dovette cercare brevemente rifugio in Boemia dopo aver perso una guerra civile contro suo fratello Bezprym, prima di tornare per reclamare le terre polacche nel 1032.
I tumulti innescati dai pagani e le relative rivolte e ribellioni dell'epoca, associate a incursioni e invasioni straniere, gettarono il giovane regno polacco nel caos. Tra i più devastanti attacchi stranieri, va segnalata una grande incursione eseguita da Bretislao I, duca di Boemia, il quale nel 1039 saccheggiò la prima capitale della Polonia, Gniezno.
La destabilizzazione provocata da questi eventi si dimostrò talmente grave che gli storici dubitano che chiunque possa essere considerato il sovrano polacco alla fine degli anni '30; il nome di uno dei pretendenti, Boleslao il Dimenticato, illustra, come sottolinea Vrasto, con «sagace ironia» la complessità e l'oscurità della situazione. Dvorník non elenca alcun sovrano per la Polonia nel 1034-1040, riferendo semplicemente di una «lotta dinastica» in corso.

## Conseguenze

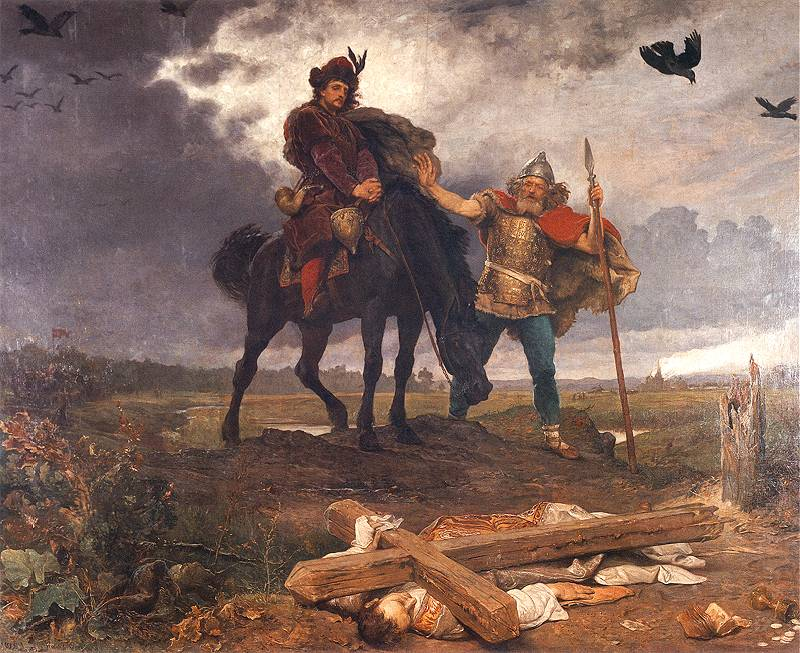
Il ritorno di Casimiro I il Restauratore in Polonia, opera di Wojciech Gerson

Secondo alcuni medievalisti, la rivolta pagana del 1030 segnò la fine del primo periodo della storia polacca, quello della cosiddetta «Prima monarchia dei Piast». Ritornato in Polonia intorno al 1040, il figlio di Miecislao II riunì la maggior parte delle terre polacche ed ebbe successo nella soppressione dei focolai di rivolta, passando alla storia come Casimiro il Restauratore. Negli anni '40 dell'XI secolo, Casimiro combatté una guerra civile contro Mieclao, il quale diede vita a un proprio Stato esistito dal 1037 al 1047 circa. Alcuni autori hanno intravisto in questo evento una delle conseguenze delle lotte scatenatesi negli anni '30.